# Competència perfecta
La competència perfecta és un terme utilitzat en economia per a referir-se al fenomen que es dona quan empreses tenen una falta de poder per a manipular el preu al mercat (preu-acceptants), i es dona una maximització del benestar, resultant una situació ideal dels mercats de béns i serveis en els que la interacció de l'oferta i la demanda determina el preu.
Un mercat perfectament competitiu requereix:
1. Existència de molts productors i consumidors. La presència de molts venedors en relació amb el mercat, ningú podria exercir una influència apreciable sobre els preus, en aquest cas es diu que les empreses son preu acceptants. És a dir, que una empresa no podria augmentar exorbitadament el preu dels béns que ven, perquè de manera contrària, els demandants es refugiarien en altres oferents.
2. Les empreses venguen un producte homogeni al mercat, perquè al comprador li seria indiferent un venedor o altre, el producte de cada empresa és un substitutiu perfecte d'allò que venen les altres empreses del sector. Una altra conseqüència d'açò és la no existència de marques.
3. La tecnologia està a l'abast de totes les empreses. Això faria que els factors de producció serien mòbils a llarg termini.
4. Les empreses i els consumidors tinguen informació completa i gratuïta, acceptant aquests darrers els preus com exògens i prenen les seues decisions comparant preus, perquè tots els consumidors disposen de la mateixa informació sobre les característiques de preus i les quantitats ofertes dels béns.
5. No existisquen problemes d'entrada o eixida al mercat, com tampoc problemes de revenda. En aquest sentit qualsevol empresa podria accedir al mercat atreta per l'existència d'alts beneficis.

Aquestes condicions són molt estrictes, i pocs mercats les reuneixen totes. No obstant això molts altres s'aproximen prou perquè el model de competència perfecta sigui representatiu.
En el mercat de competència perfecta s'arriba a l'equilibri per la trobada entre la demanda del mercat (suma o agregació de la demanda de cadascun dels consumidors) i l'oferta de la indústria (suma o agregació de l'oferta de cadascuna de les empreses que treballen en aquest mercat.
Els mercats de competència perfecta porten a una situació d'eficiència econòmica perquè:
- Es produeix allò que els consumidors necessiten. Si la demanda d'un bé és més gran que l'oferta, els preus pugen i les empreses augmenten la producció (o hi entren noves empreses) per tal d'obtenir més beneficis. Els preus són indicadors de l'escassetat i, alhora, incentiven l'augment de producció.
- La producció es fa amb eficiència perquè es fa servir el mínim de factors (mínims costos) per poder obtenir beneficis, davant d'uns preus que tendirien a baixar per la competència entre les empreses del mercat.
- Els béns produïts es distribueixen eficientment perquè van dirigits a les persones a les quals donen més satisfacció, és a dir, que estan disposades a pagar el seu preu.

En el llarg termini la competència perfecta és un estat on l'oferta i la demanda és exactament igual, és a dir, cap empresa nova té cabuda en el mercat, i les ja existents tenen suficients beneficis per a seguir en ell.

## La demanda a la competència perfecta
La demanda d'empreses en mercats de competència perfecta és perfectament elàstica (és a dir, el menor canvi de preu deriva en un canvi de quantitats virtualment infinit). Aquesta demanda es representa gràficament com una corba de demanda horitzontal: a qualsevol quantitat venuda, el preu es manté igual, és a dir, el preu pertinent del mercat.
La corba de demanda horitzontal també és l'ingrés marginal d'una empresa en competència perfecta. L'ingrés marginal, és a dir, l'ingrés addicional obtingut per la venda d'una unitat més, equival al preu. Hem de destacar que l'ingrés mitjà també és la corba de demanda i l'ingrés total és una recta de pendent positiva.

## Ingrés marginal en competència perfecta
Les empreses produeixen fins que el punt on IM = CM creixent: l'ingrés obtingut de la unitat marginal (ingres marginal IM) és igual al cost de produir la unitat marginal (cost marginal CM). L'ingrés obtingut de la unitat marginal és igual al cost de produir la unitat marginal. L'ingrés marginal és el canvi en l'ingrés total per cada unitat addicional venudad IM, i el cost marginal és el cost de produir una unitat addicional del bé.
```

```

A la gràfica el punt A, el cost marginal i l'ingrés marginal s'igualen, el que implica que els guanys són màxims.
Podem fer les següents afirmacions:
1. Si l'ingrés marginal excedeix el cost marginal, l'empresa ha d'incrementar la producció.
2. Si l'ingrés marginal és menor que el cost marginal, la producció s'ha de reduir.
3. Si l'ingrés marginal és igual al cost marginal, l'empresa està maximitzant els seus guanys i no ha de canviar la seva producció.

## Defectes de la competència perfecta
Encara que té molts beneficis econòmics, no ajuda a:
1. Proporcionar alguna correcció per les desigualtats en la distribució d'ingressos.
2. Crear béns públics a causa del fet que no s'obtenen guanys d'ells
3. Estimular el progrés tecnològic degut a la falta de possibles guanys.
4. Oferir una diversitat de productes, a causa del fet que aquests estan estandarditzats.

Existeixen dos punts de vista per a veure l'economia, l'Ortodox i l'Heterodox, l'economia perfecta està lligada dins del punt de vista Ortodox.